# NITRO+ROYALE -HEROINES DUEL-
《NITRO+ROYALE -HEROINES DUEL-》是Nitro+发售的格斗游戏。

## 概要
游戏角色为Nitro+以往作品中登场的女主人公的格斗游戏，出招基于各角色在原作中设定的攻击方式。另外，Fate/Zero中的Saber也作为隐藏角色登场。
故事是各作品的女主人公不明原因地进入了其它作品的世界，为了寻找返回原来世界的方法，而与其它作品的女主人公不断作战，并取得最终的胜利。

## 游戏角色
Ein（アイン）
声 - 南央美
出自《Phantom -PHANTOM OF INFERNO-》
莫拉
声 - 山菱白花
出自《吸血殲鬼》
孔瑞麗
声 - 
因其在原作中不会战斗，所以实际操作的角色是她的哥哥孔涛罗。
出自《鬼哭街》
愛原奈都美
声 - 
出自《"Hello, world."》
阿尔·阿姬芙（アル・アジフ）
声 - 神田理江
出自《斬魔大聖》
沙耶
声 - 
出自《沙耶の唄》
安莉
声 - 佐伯亚美
出自《天使的双枪》
伊格妮丝（イグニス）
声 - 三咲里奈
出自《塵骸魔京》
石馬戒厳
声 - 北都南
出自《刃鳴散》
安娜
声 - 雅姫乃
出自《月光的嘉年华》
阿娜扎布拉德（アナザーブラッド）
声 - 
出自《機神飛翔》
隐藏角色。
Saber（セイバー）
声 - 川澄绫子
出自《Fate/Zero》
隐藏角色。
龙
声 - 
出自《竜†恋（Dra+KoI）》
《竜†恋（Dra+KoI）》的广播剧CD附属的《追加光碟》中获得的角色。